# Lachnum berggrenii
Lachnum berggrenii är en svampart som beskrevs av Spooner 1987. Lachnum berggrenii ingår i släktet Lachnum och familjen Hyaloscyphaceae.   Inga underarter finns listade i Catalogue of Life.